# Alexei Karewski
Alexei Karewski (* 1. Juni 1977) ist ein ehemaliger kasachischer Biathlet.
Alexei Karewski gewann bei den Biathlon bei den Winterasienspielen 1999 in Gangwon-do als Startläufer an der Seite von Sergei Abdukarow, Dmitri Pantow und Dmitri Posdnjakow den Titel im Staffelrennen vor den Vertretungen aus Japan und Südkorea. Weitere internationale Einsätze hatte er Europacup, ohne jedoch nennenswerte Resultate zu erzielen.